# 乌克忽洞镇
乌克忽洞镇，是中华人民共和国内蒙古自治区包头市达尔罕茂明安联合旗下辖的一个乡镇级行政单位。

## 行政区划
乌克忽洞镇下辖以下地区：
乌克村、东河村、大西滩村、东山畔村、大旱海村、腮忽洞村、二里半村、大毛忽洞村、乌兰村和碾草湾村。